# Raymond Whittindale
Raymond Whittindale (Kenilworth, Warwickshire, 1883 - Cheltenham, Gloucestershire, 9 d'abril de 1915) va ser un jugador de rugbi anglès que va competir a cavall del segle xix i el segle xx. El 1900 va prendre part en els Jocs Olímpics de París, on guanyà la medalla de plata en la competició de rugbi, com a integrant de l'equip Moseley Wanderers RFC, que exercia d'equip nacional en aquesta competició. Era germà del també jugador de rugbi Claude Whittindale.